# Тридцать три несчастья (фильм)
«Тридцать три несчастья» (англ. The Notorious Landlady) — детективная комедия режиссёра Ричарда Куайна 1962 года.

## Сюжет
Молодой американский дипломат Уильям Гридли, прибывший из  Саудовской Аравии в Лондон, вынужден искать себе жилье и по газетному объявлению снимает часть дома у красавицы Карли Хардвик. Через некоторое время Билл понимает, что влюбился в очаровательную хозяйку, не зная ещё, что она является подозреваемой в убийстве своего мужа. Последний внезапно пропал, а тело его так и не было найдено. Когда Уильяму становится известно об этой стороне дела, он решает защитить свою возлюбленную от необоснованных, по его мнению, посягательств и доказать по мере возможностей её невиновность. С этой целью он представляет Карли своему боссу, американскому послу Франклину Эмбрастеру, который соглашается помогать им.

## В ролях
| Актёр            | Роль               |
| ---------------- | ------------------ |
| Ким Новак        | Карлайль Хардвик   |
| Джек Леммон      | Уильям Гридли      |
| Фред Астер       | Франклин Эмбрастер |
| Лайонел Джеффрис | инспектор Олифант  |
| Эстель Уинвуд    | миссис Данхилл     |